# Pierre Émile Arnaud Édouard de Colbert-Chabanais
Pour les articles homonymes, voir Colbert.
Pour les autres membres de la famille, voir Famille Colbert.
Pierre Émile Arnaud Édouard, marquis de Colbert-Chabanais (° 10 juillet 1834 - château de Neuville, Gambais, Yvelines † 25 mai 1905 - 65, rue de Varenne, Paris VIIe), est un militaire français du XIXe siècle.

## Biographie
Edouard de Colbert, fils aîné de Napoléon-Joseph de Colbert, marquis de Chabanais (1805-1883), fit après Saint-Cyr (1854-1856 : promotion de Crimée-Sébastopol), carrière dans la cavalerie.
Il participa aux campagnes du Second Empire (Italie, Mexique, Algérie) et poursuivit sa carrière sous la IIIe République, jusqu'au grade de général de division.
Ses services lui valurent la croix de commandeur de la Légion d'honneur.

### États de service
- 15 avril 1890 : Général de brigade.
- 11 mai 1889 - 18 mai 1895 : Commandant de la 3e brigade de dragons.
- 18 mai 1895 - 16 juin 1896 : Inspecteur général du 5e arrondissement  de cavalerie.
- 28 septembre 1895 : Général de division.
- 16 juin 1896 - 1er avril 1899 : Commandant de la 4e division de cavalerie.
- 1er avril 1899 - 10 juillet 1899 : Mis en disponibilité.
- 10 juillet 1899 : Placé dans la section de réserve.

### Décorations
|  |  |  |  |
|  |  |  |  |

- Légion d'honneur[1] :
  - Chevalier (3 février 1875), puis,
  - Officier (4 mai 1889), puis,
  - Commandeur de la Légion d'honneur (9 juillet 1895).
- Médaille commémorative de la campagne d'Italie (1859).
- Médaille commémorative de l'expédition du Mexique (1862).
- Médaille coloniale avec agrafe « ALGÉRIE ».

 Royaume de Sardaigne
- Médaille de la valeur militaire.

## Famille et descendance
Edouard de Colbert était le fils aîné de Napoléon-Joseph de Colbert, marquis de Chabanais (1805-1883), député du Calvados et de Angélique Charlotte Joséphine (1813-1889), fille de Adolphe François René, 3e marquis de Portes (1790-1852), et de Sophie Suzanne de Laplace (1792-1813).
- Il épousa, le 25 avril 1877 à Paris VIIIe (mairie de l'Élysée), Marie de Berckheim (1852-1897), fille du général Sigismond Guillaume de Berckheim. Ensemble, ils eurent:
  - Napoléon François Auguste (° 30 janvier 1878 † 18 mars 1961 - Ainay-le-Vieil), camérier secret du Pape, chevalier de l'ordre du Saint-Sépulcre de Jérusalem (15 mai 1927), marié (1°) avec Marie Antoinette Alix Solange (1874-1932), fille d'Albert Edmond Edouard (1840-1901), comte de Tulle de Villefranche, et de Jeanne Amélie de Chevenon de Bigny (1839-1915), puis (2°) avec Alix, fille d'Auguste Désiré Hérault de La Véronne (vers 1808-1881) et Alix Collin de La Minière ( † 1887). Il eut, de son premier mariage :
    - Jeanne (° 15 avril 1915 - Paris VIIIe † 13 octobre 1991 - Ainay-le-Vieil), mariée avec M. Picot de Moras, dont postérité ;

  - Angélique Fanny Elisabeth (° 19 mars 1880 - Versailles † 1939), mariée avec Charles des Acres, 9e marquis de l'Aigle (1875-1935), capitaine de réserve au service d'État-major, maire de Rethondes, conseiller général pour le canton de Ribécourt et député de l'Oise (1932-1935), dont postérité ;
  - Camille Marie Françoise (° 1883 † 1969), mariée avec Edouard François Marie, vicomte de La Rochefoucauld (1874-1968), 12e duc de Bisaccia (1908), dont postérité ;
  - Marie-Camille (née en 1883) ;
  - Guillemette (° 1885 † 1944), mariée avec François Louis Joseph Marie de Bourbon (° 14 avril 1875 - Moulins (Allier) † 23 juillet 1954 - Busset (Allier)), 12e comte de Busset (1918), saint-Cyrien (1894-1896 : promotion d'Alexandre III), capitaine de cavalerie, officier de la Légion d'honneur, dont postérité.

Les Colbert-Chabanais comptent parmi les familles subsistantes de la noblesse française.